# Yukihiro Miyamoto
Yukihiro Miyamoto (jap. 宮本幸弘, Miyamoto Yukihiro; * um 1960) ist ein japanischer Badmintonspieler.

## Karriere
Yukihiro Miyamoto siegte 1981 bei den japanischen Studentenmeisterschaften. 1982 war er bei den gesamt-japanischen Titelkämpfen erfolgreich, 1984 und 1985 bei den Erwachsenenmeisterschaften. 1983 nahm er an den Weltmeisterschaften teil und wurde dort 17. im Herrendoppel.

## Sportliche Erfolge
| Saison | Veranstaltung                | Disziplin    | Platz | Name                                  |
| ------ | ---------------------------- | ------------ | ----- | ------------------------------------- |
| 1982   | Japan: Einzelmeisterschaften | Herrendoppel | 1     | Hiroyuki Hasegawa / Yukihiro Miyamoto |
| 1983   | Weltmeisterschaft            | Herrendoppel | 17    | Hiroyuki Hasegawa / Yukihiro Miyamoto |